# جيم شالمرز
جيم شالمرز هو سياسي أسترالي، ولد في 28 يناير 1901 في لاناركشاير في المملكة المتحدة، وتوفي في 11 نوفمبر 1986 في Epping, New South Wales ‏ في أستراليا. نشط حزبياً في حزب العمال الأسترالي. وقد انتخب عضو الجمعية التشريعية لنيو ساوث ويلز ‏.